# George Mason Patriots

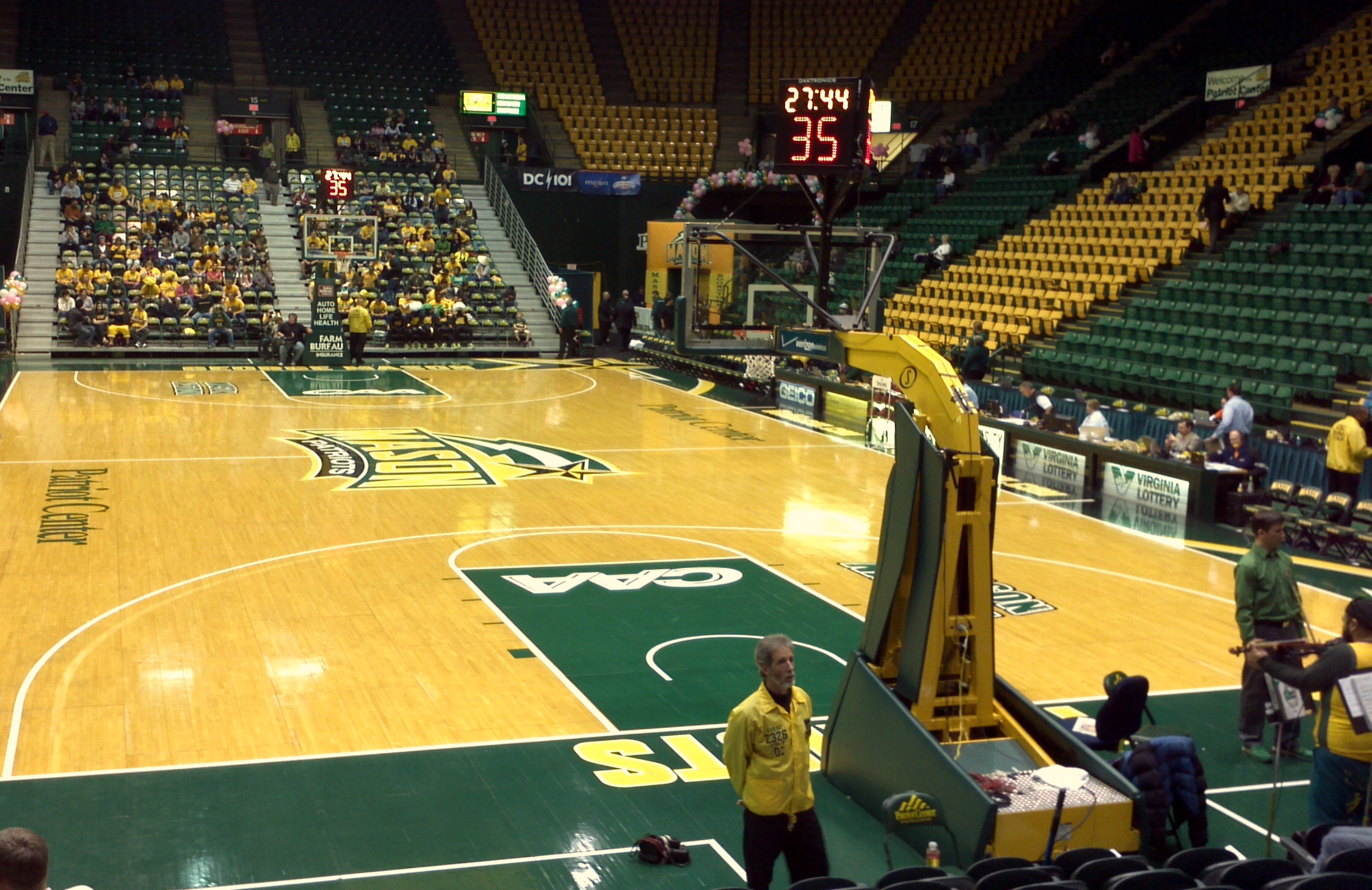
EagleBank Arena.

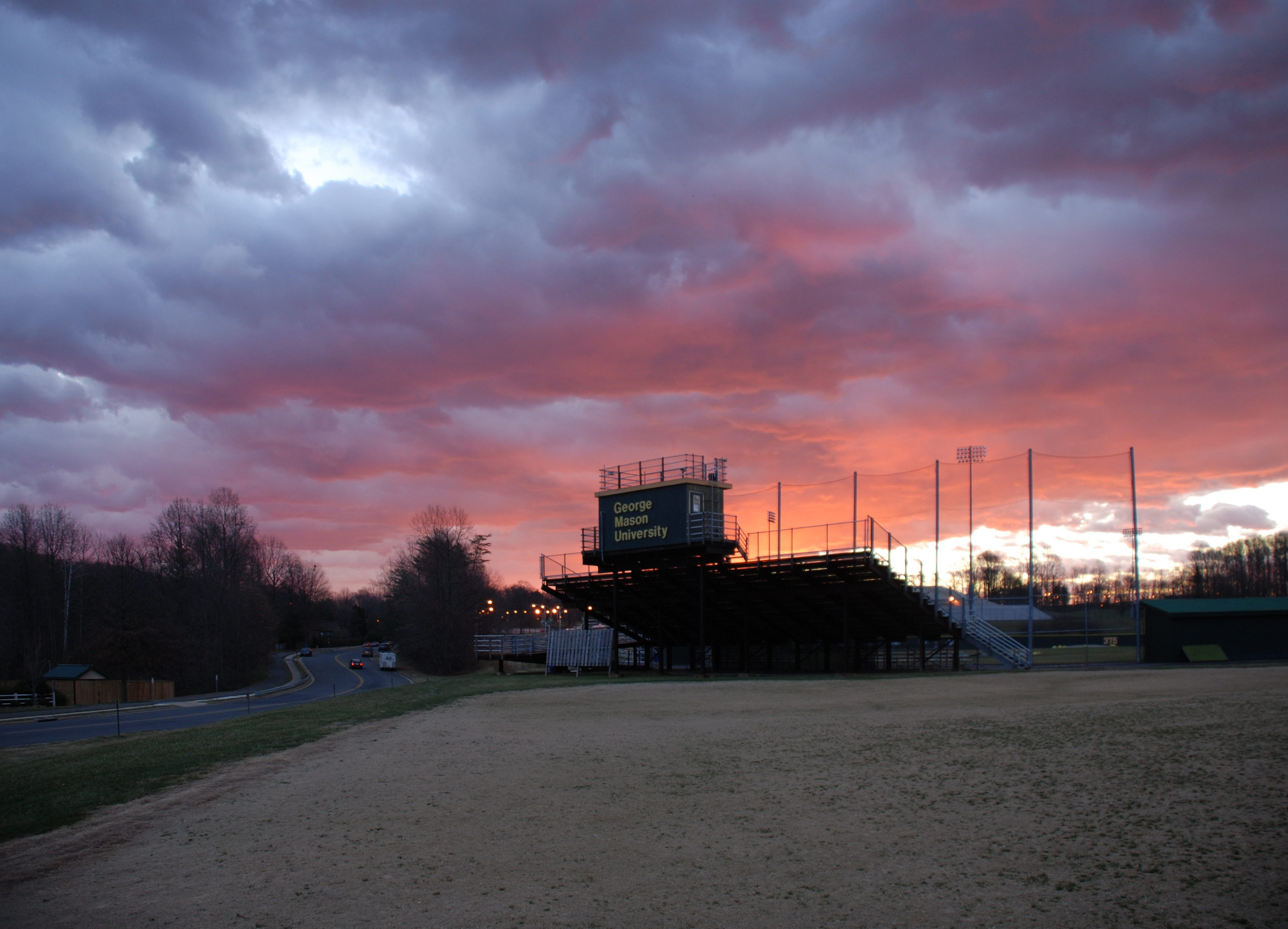
Spuhler Field.

George Mason Patriots (español: Los Patriotas de George Mason) es el nombre que reciben los equipos deportivos de la Universidad George Mason, situada en el Condado de Fairfax, Virginia. Los equipos de los Patriots participan en las competiciones universitarias organizadas por la NCAA, y forman parte de la Atlantic 10 Conference, de la cual son miembros de pleno derecho desde 2013.

## Apodo y mascota
La mascota de la universidad es The Patriot, antiguamente conocido como Gunston.

## Programa deportivo
Los Patriots participan en las siguientes modalidades deportivas:
| - Masculino - Baloncesto - Béisbol - Natación - Golf - Fútbol - Tenis - Atletismo - Lucha Libre - Voleibol - Campo a través | - Femenino - Baloncesto - Voleibol - Lacrosse - Natación - Fútbol - Tenis - Atletismo - Softball - Campo a través - Remo |

### Baloncesto

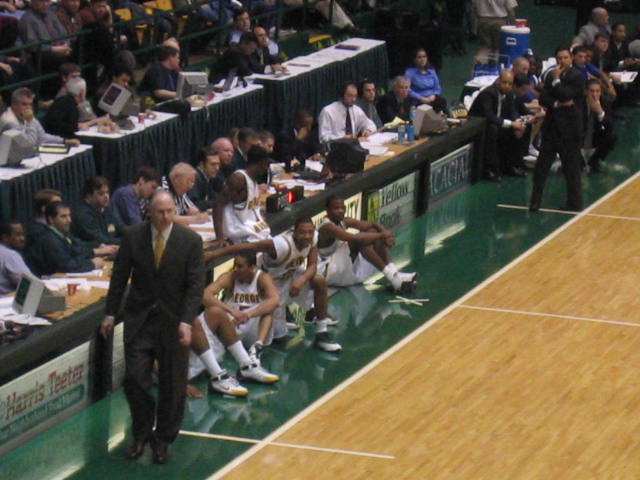
Partido de los Patriots.

El equipo masculino de baloncesto ha ganado en 4 ocasiones el título de la Colonial Athletic Association, y han acudido 6 veces al Torneo de la NCAA, la última de ellas en  2011. Su mejor actuación se produjo en 2006, dando la sorpresa al plantarse en la Final Four. Tres de sus jugadores han llegado a disputar algún partido en la NBA, pero ninguno de ellos completó una temporada.

## Instalaciones deportivas
- EagleBank Arena (anteriormente Patriot Center) es el pabellón donde disputan sus partidos los equipos de baloncesto. Tiene una capacidad para 7.860 espectadores y fue inaugurado en 1985.[4]
- George Mason Stadium, es el estadio donde se disputa el fútbol, el lacrosse y el atletismo. Fue remodelado completamente en 2009, y tiene una capacidad para 5.000 espectadores.[5]